# Magnesiacement
Magnesiacement eller Sorelcement är en typ av cement som erhålls genom bränning av magnesit, varefter den pulvriserade massan tillsätts en koncentrerad magnesiumkloridlösning.
Massan består av 25 % bränd magnesit, 25 % magnesiumklorid och 50 % hydratvatten. Magnesiumcement har en synnerligen stark bindekraft och förmåga att starkt svälla under bindningen. Det används för framställning av en del golvbeläggningsmassor som xyolit och stenträ samt vid gruvdrift för tätning av vattenförande sprickor i berget.